# Samuele Segoni
Samuele Segoni (Montevarchi, 12 gennaio 1978) è un politico e geologo italiano, deputato alla Camera nella XVII legislatura della Repubblica Italiana, eletto con il Movimento 5 Stelle alle elezioni politiche del 2013 per poi abbandonarlo nel 2015.

## Biografia
Nato a Montevarchi, dopo essersi laureato in Scienze geologiche presso l'Università degli Studi di Firenze, ha conseguito il dottorato di ricerca in Scienze della Terra nel marzo 2008 presso la medesima università.
Precario della ricerca presso l'Università di Firenze, è cultore della materia in geografia fisica e morfologica e Geologia applicata, e dal 2023 professore associato presso il medesimo ateneo.
È membro del comitato di redazione del "Journal of Geography and Geology, guest editor per la rivista Natural Hazards and Earth System Sciences nel numero speciale “New developments and applications in early warning, monitoring and remote sensing of landslides".

### Attività politica
Con la nascita del Movimento 5 Stelle (M5S) di Beppe Grillo e Gianroberto Casaleggio nel 2009, si avvicina alla politica e, in merito ai temi ambientali, della gestione rifiuti, sulla cementificazione del territorio e la mobilità sostenibile, al Movimento 5 Stelle, dove va a fondare il gruppo del M5S a Montevarchi.
Alle elezioni politiche del 2013 viene candidato alla Camera dei deputati, ed eletto deputato nella circoscrizione Toscana per il Movimento 5 Stelle. Nella XVII legislatura della Repubblica è stato componente della 8ª Commissione Ambiente, territorio e lavori pubblici, dove si occupa in particolare di rischio idrogeologico, presenta come primo firmatario varie proposte di legge in cui propone soluzioni in cui si punta sulla prevenzione e su una corretta gestione del territorio da parte di privati e di enti territoriali.
Il 26 gennaio 2015 annuncia, assieme ad altri 8 deputati (Tancredi Turco, Walter Rizzetto, Mara Mucci, Aris Prodani, Eleonora Bechis, Marco Baldassarre, Sebastiano Barbanti, Gessica Rostellato) e il senatore Francesco Molinari, la sua fuoriuscita dal Movimento 5 Stelle, accusandolo di fare una opposizione "duramente distruttiva, becera, casinista", andando a formare il successivo 5 febbraio con Massimo Artini (espulso dal M5S) la nuova componente "Alternativa Libera" nel gruppo misto alla Camera, a cui si aggrega Possibile di Pippo Civati.